# Tanja Hartdegen

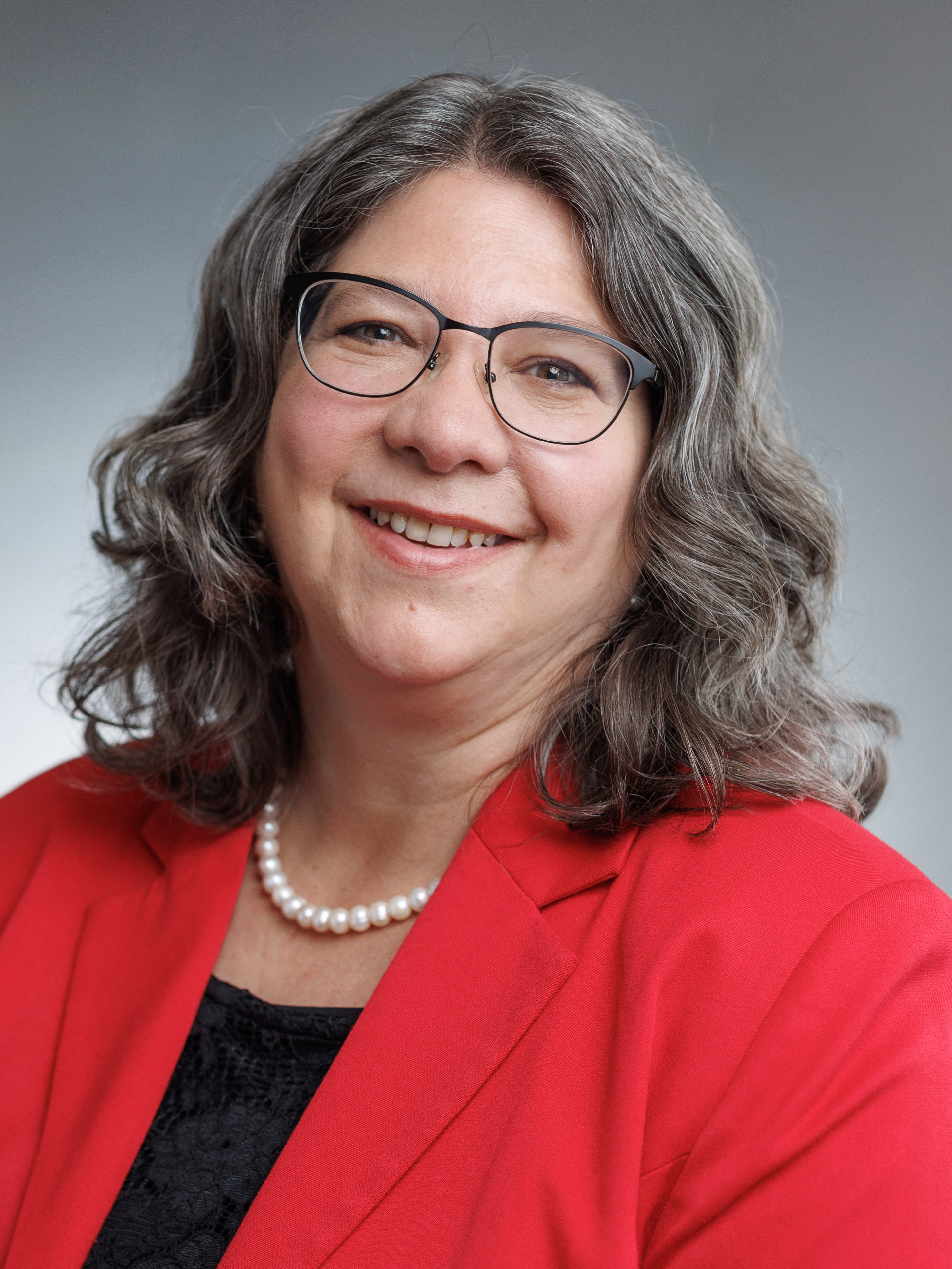
Tanja Hartdegen, 2022

Tanja Hartdegen (* 30. Dezember 1970 in Kassel) ist eine deutsche Politikerin (SPD). Seit 2021 ist sie Abgeordnete im Hessischen Landtag.

## Leben
Hartdegen machte 1990 ihr Abitur am beruflichen Gymnasium in Witzenhausen. Daraufhin studierte sie Rechtswissenschaften an der Philipps-Universität Marburg. Nach dem Referendariat am Landgericht Gießen legte sie 1999 die Zweite juristische Staatsprüfung ab. Anschließend war sie bis 2003 als angestellte Rechtsanwältin in Bad Hersfeld tätig und arbeitete daraufhin als Tagesmutter. Von 2007 bis 2017 arbeitete sie für die Geschäftsführung der SPD-Kreistagsfraktion im Landkreis Hersfeld-Rotenburg, neun Jahre davon als Geschäftsführerin. Von 2013 bis 2021 arbeitete sie als Projektkoordinatorin bei der Förderung der Bewährungshilfe.
Hartdegen ist evangelisch, verheiratet und hat zwei Söhne. Sie wohnt in Schenksolz.

## Politik
Hartdegen ist Mitglied der SPD. Bei der Landtagswahl in Hessen 2018 kandidierte sie als Ersatzkandidatin von Torsten Warnecke im Wahlkreis Hersfeld. Am 1. September 2021 rückte sie für Warnecke in den Hessischen Landtag nach. Bei der Landtagswahl 2023 zog sie über die Liste in den Landtag ein.